# José Miguel Narváez
José Miguel Narváez Martínez (Bogotá, 1959) es un exfuncionario gubernamental que ha sido considerado como uno de los principales ideólogos del paramilitarismo en Colombia e instigador de varios asesinatos como el del periodista y humorista Jaime Garzón y el político Manuel Cepeda Vargas. Narváez ha sido condenado por homicidio agravado en calidad de «determinador» y concierto para delinquir agravado.

## Biografía
Narváez estudió Economía y Administración de Empresas en la Universidad Santo Tomás y fue profesor universitario. Fue asesor de altos mandos militares desde 1994.
Al gobierno de Álvaro Uribe (2002-2010), llegó inicialmente dentro de la comisión de empalme con el gobierno saliente. Luego participó en el Ministerio de Defensa, como asesor de Marta Lucía Ramírez.
Fue profesor en guerra política de la Escuela de Inteligencia de las Fuerzas Armadas. Dentro de sus especialidades estaban las operaciones sicológicas y la inteligencia para desarticular a la guerrilla y sus vínculos con la población civil. Fue asesor de Fondelibertad, la agencia anti-secuestro del Estado, y asesor de la Federación Colombiana de Ganaderos (Fedegán).

### Subdirector del DAS
Narváez fue nombrado subdirector del desaparecido órgano de inteligencia colombiano Departamento Administrativo de Seguridad (DAS) en el 2005, durante el gobierno de Álvaro Uribe. 
Narváez se entregó en 2009 por «escándalo de las chuzadas». Fue condenado, pero su pena se cayó por vencimiento de términos, aunque no fue liberado debido a que tenía otros procesos en curso.

### Vínculos con el paramilitarismo
En 2011, fue condenado por ser colaborador de grupos armados criminales, en particular del grupo paramilitar denominado Autodefensas Unidas de Colombia (AUC), donde fue autor intelectual de crímenes de lesa humanidad.
Narváez es responsable de auspiciar asesinatos que impactaron a la opinión pública, tales como el asesinato del periodista y humorista Jaime Garzón el 13 de agosto de 1999, crimen por el que fue condenado en agosto de 2019 por el Tribunal Superior de Bogotá a 26 años de prisión. Sentencia que fue demandada por la defensa de Narváez y que la Corte Suprema no admitió y dejó en firme en febrero de 2021.
También fue condenado en 2016 a ocho años de prisión por ordenar seguimientos ilegales a periodistas, políticos, líderes sociales y activistas de derechos humanos cuando conformó un grupo ilegal de inteligencia dentro del DAS denominado «G3».
En agosto de 2019, Narváez solicitó ser acogido en la Jurisdicción Especial para la Paz (JEP). En marzo de 2022, su solicitud fue rechazada por no aportar verdad y por revictimización.
Según las confesiones de Salvatore Mancuso ante la Jurisdicción Especial para la Paz (JEP) en 2023, Narváez había señalado a varios políticos colombianos como objetivo militar, entre ellos Gustavo Petro, Álvaro Leyva, Piedad Córdoba, y Alirio Uribe Muñoz.
Según testimonios de varios exjefes paramilitares como Jorge Iván Laverde El Iguano, Ernesto Báez, Diego Fernando Murillo Don Berna, El Alemán, Salvatore Mancuso y Ever Veloza HH, Narváez era muy admirado por Carlos Castaño quien lo consideraban como «profesor» e ideólogo. Narváez asistía a campamentos paramilitares a impartir cátedras de «guerra antisubersiva». Sin embargo su relación se deterioró tras el asesinato de Jaime Garzón ya que Castaño consideraba que «había sido un error» y culpaba a Narváez por instigarlo. Los mismos jefes paramilitares han manifestado que consideraban a Narváez como «muy radical», según Mancuso, Castaño le dijo que «Narváez cree que todos son guerrilleros».

### Vínculos con políticos y militares
Ha sido señalado de asesorar al DAS y conformar una unidad de interceptaciones ilegales al interior de dicha entidad antes de su llegada a la subdirección de esta en el año 2005, cuando el director era Jorge Noguera Cotes, nombrado por gobierno de Álvaro Uribe y quien igualmente fue condenado por trabajar para los paramilitares de las AUC. Narváez tuvo que renunciar a los 5 meses de haber sido nombrado debido al «escándalo de las chuzadas». 
Aunque se le ha vinculado con el general retirado Rito Alejo del Río, igualmente condenado por vínculos paramilitares, Narváez ha negado su cercanía con este.